# Use Your Illusion
A Use Your Illusion egy Guns N’ Roses-válogatásalbum, amin a Use Your Illusion I és II néhány dala található. Kizárólag az Amerikai Egyesült Államokban jelent meg. A lemezen nem találhatók káromkodások (kivéve a "14 Years" című nótán). Ez azért történt, mert az albumot a Wal-Mart értékesítette és nem látta el a borítót „szülői felügyelettel hallgatható” figyelmeztetéssel.
A Knockin’ on Heaven’s Door egy átszerkesztett változatban jelenik meg, Josh Richman beszéde nélkül (You just better start sniffin' your own rank subjugation jack 'cause it's just you against your tattered libido, the bank and the mortician, forever man and it wouldn't be luck if you could get out of life alive), ismeretlen okok miatt. Ezért a dal hossza 05:20, 05:36 helyett.

## Dalok listája
1. Live and Let Die
2. Don't Cry (original)
3. You Ain't the First
4. November Rain
5. The Garden (közreműködő Alice Cooper)
6. Dead Horse
7. Civil War
8. 14 Years
9. Yesterdays
10. Knockin’ on Heaven’s Door
11. Estranged
12. Don't Cry (alternate lyrics)